# Kikuchi-Kan-Preis
Der Kikuchi-Kan-Preis (japanisch 菊池寛賞, Kikuchi Kan Shō) wurde 1938 auf Vorschlag des Schriftstellers Kikuchi Kan eingerichtet und zunächst alljährlich für herausragende Leistungen und zur Würdigung älterer Schriftsteller vergeben. Dem Auswahlkomitee gehörten ursprünglich nur Schriftsteller an, die über 45 Jahre alt waren, ausgezeichnet wurden nur Schriftsteller, die älter als 46 Jahre waren. Die Preisvergabe wurde während des Zweiten Weltkriegs vorübergehend eingestellt und 1952 wiederbelebt. Mit der Wiederaufnahme der Preisvergabe wurde die Anzahl der Kategorien um Kunst, Film und andere kulturelle Leistungen erweitert. Die Laureaten erhalten eine Uhr und ein Preisgeld in Höhe von 1 Million Yen. Die Auszeichnung wird sowohl an Einzelpersonen wie auch an Institutionen und Organisationen vergeben.

## Preisträger und ausgezeichnete Organisationen

### 1953 bis 1960
- 1953
  - Yoshikawa Eiji für seine Leistungen um ein Neues Heike Monogatari (新・平家物語)
  - Mizuki Yōko für ihre Drehbücher Okā-san (おかあさん, „Mutter“), Himeyuri no tō (ひめゆりの塔, „Das Himeyuri-Mahnmal“) und andere
  - Haiyū-za Forschungsstelle für dramatisches Gestalten (俳優座演劇部研究所, Haiyū-za engekibu kenkyūshō)
  - Yomiuri-Shimbun Lokalnachrichten
  - Ōgiya Shōzō
  - Iwanami Filmstudio (岩波映画製作所, Iwanami eiga seisakushō)

- 1954
  - Nagata Masaichi für seine Bemühungen um den Export japanischer Filme nach Übersee
  - Nakajima Kenzō für seine Bemühungen um die Etablierung des Urheberrechts
  - Yokoyama Taizō für seine Comicstripserie Pūsan (プーサン)
  - Asahi Shimbun für den Kommentar auf Seite drei der Zeitung
  - Ishi Momoko für ihre Kinderliteratur
  - Iwata Sentarō für seine Buchillustrationen und Buch-Cover

- 1955
  - Kimura Ihei für seine Verdienste um die japanische Fotografie
  - Abe Mitsuyasu für seine weltweite Nachricht und Erfolgsgeschichte Bikini no hai (ビキニの灰)
  - Tokugawa Musei
  - Abe Shinnosuke für seine Verdienste als unabhängiger und charakterfester Kritiker der Politik und für die Verbesserung des politischen Bewusstseins
  - Ishiyama Kenkichi für seine konsequente Hingabe als Herausgeber und Zeitschriftenleiter

- 1956
  - Aragaki Hideo[1] für die seit 1904 in der Morgenausgabe der Asahi Shimbun erscheinende Kolumne Vox populi vox Dei (天声人語, Tenseijingo)
  - Hasegawa Shin für seine jahrelangen Bemühungen um die Literatur und für sein Werk Aufzeichnungen japanischer (Kriegs)gefangener (日本捕虜志)
  - Hanamori Yasuji und die Redaktion der Zeitschrift Kurashi no techō (暮しの手帖)
  - Kawatake Shigetoshi für seine jahrelangen, vergleichenden Studien zum Kabuki
  - Awashima Chikage für seine Darstellung des Fortschritts im laufenden Geschäftsjahr

- 1957
  - Masamune Hakuchō für seine stetig populärer werdenden Kommentare und Kritiken
  - Shodai Mizutani Yaeko
  - Hasegawa Kazuo
  - Mainichi Shimbun für Kanryō Nippon (官僚にっぽん, „Das Japan der Staatsdiener“) und andere Artikelserien
  - Verlag Taishūkan Shoten (大修館書店) für die Herausgabe des Großen Kanji-Wörterbuchs (大漢和辞典, Dai-Kanwa-jiten)
  - Yoda Takayoshi für seine verdienstvolle Arbeit als Kameramann im Dokumentarfilm Manaslu (マナスル, Manasuru)

- 1958
  - Nomura Kodō für seine Fernsehserie zur Zenigata Heiji Torimono Hikae[2] (銭形平次捕物控)
  - Kawabata Yasunari für seine Erfolge und Bemühungen als Präsident des japanischen P.E.N.
  - Ichikawa Jukai für seine erfrischenden Auftritte als ältestes Mitglied einer Theatergruppe
  - Ishikawa Takeyoshi für die Schaffung und Etablierung von Frauen- und Familienzeitschriften und für 42 Jahre Tätigkeit als Herausgeber und Zeitschriftenleiter
  - Shōwa-Frauenuniversität Fachbereich für japanische Gegenwartsliteratur (昭和女子大学近代文学研究所) für ihre Bemühungen um die Herausgabe einer 54-bändigen Gemeinschaftsarbeit zur Erforschung der Gegenwartsliteratur

- 1959
  - Mayama Miho für die Verbreitung des Shingeki
  - Das Unterhaltungsprogramm des Fernsehsenders NHK für den Erfolg und die Arbeit an Watashi no himitsu (私の秘密, „Mein Geheimnis“)

- 1960
  - Kikuta Kazuo für das Bühnenstück Gametsui yatsu[3] (がめつい奴)
  - Ishii Mokichi für seine Verdienste als Autor des Schriftsatzes Ishii und für die Entwicklung des Fotosatzes
  - Das Fernsehformat Nichiyōgekijō von Toshiba[4] (東芝日曜劇場)
  - Hasegawa Roka Vervollständigung des Wandgemäldes (Freskos) Chiesa dei santi Martiri Giapponesi in einem Franziskanerkloster im italienischen Civitavecchia (nahe Rom) (日本二十六聖人殉教 in チヴィタヴェッキア)

### 1961 bis 1970
- 1961
  - Hanayagi Shōtarō für seine Performance in den Stücken Kyōmai (京舞),[5] Yume no Onna (夢の女) u. a. und für seine langjährige schauspielerische Tätigkeit
  - Okada Sōzō für seinen Beitrag zum Wissenschaftsfilm des Tokyoter Kinos
  - Itō Masanoris für die Serie Die inoffizielle Geschichte des Pazifikkrieges
  - Die Serie Basu dōri ura[6] (バス通り裏)
  - Mihara Osamu für seine Leistung durch ungewöhnliche Taktiken das schlechteste Baseball Team zum erfolgreichsten überhaupt gemacht zu haben.
  - Yoshida Kōzaburō[7] für seine langjährigen Verdienste um den Schutz materieller und immaterieller Kulturgüter.

- 1962
  - Shimozawa Kan für seinen Roman Oyakodaka[8] (父子鷹)
  - Donald Keene dafür, dass er durch seine Übersetzungen die klassische Literatur und die Gegenwartsliteratur Japans in Übersee vorgestellt und bekannt gemacht hat.
  - Itō Saku für 40 Jahre lange Verdienste um die Bühnenausstattung und die Unterrichtung neuer Generationen von Bühnenbildnern.
  - Ishihara Noboru für seine herausragenden Erfolge und Ergebnisse in 28 Jahre langer Theorie und Praxis im Umgang mit jugendlichen Straftätern.

- 1963
  - Itō Sei für seine Geschichte der literarischen Zirkel
  - Kawaguchi Matsutarō für Verdienste als Autor und Leiter des Shimpa (新派)[9] in über 30 Jahren Schriftsteller.
  - Tenji Mainichi für die Gründung und eine 40 Jahre lange Publikation der Zeitung in Blindenschrift.
  - Yoshikawa Kōbunkan und Forschungsgesellschaft für japanische Geschichte (日本歴史学会, Nihon rekishi gakkai)
  - Horie Kenichi dafür, dass er als erster alleine den Pazifik in einem Boot überquerte.

- 1964
  - Für das Engagement zur Errichtung des Literaturhauses für moderne japanische Literatur[10] in Tōkyō (日本近代文学館, Nihon kindai bungaku kan), das wesentlich von Takami Jun[11] getragen wurde.
  - Für 50 Jahre Takarazuka Revue
  - Miyake Shūtarō für seine 50 Jahre andauernden Leistungen als Theaterkritiker und für die Erhaltung des Bunraku.
  - Für eine Reportage über kanadische Eskimo der Asahi Shimbun-Zeitung[12] (カナダ・エスキモーの報道)

- 1965
  - Kamei Katsuichirō für Forschungen zur Geistesgeschichte der Japaner (日本人の精神史研究, Nihonjin no seishinshi kenkyū)
  - Chūgoku Shimbun für ihre Kampagne Verbannung krimineller Banden (Yakuza) (暴力団追放キャンペーン, Bōryokudan tsuihō kyampeīn)
  - Wissenschaftsverlag Misuzu Shobō für die Datensammlung zur Gegenwartsgeschichte (現代史資料, Gendaishi shiryō).
  - Ōya Sōichi für 50 Jahre Lange kritische Arbeit über Massenmedien.

- 1966
  - Shiba Ryōtarō für Ryōma ga yuku[13] (竜馬がゆく) Kunitori monogatari[14] (国盗り物語) u. a.
  - Ishizaka Yōjirō
  - Mainichi Shimbun für ihre Auslandsberichterstattung
  - Für das Freilichtmuseum Meiji Mura in Inuyama[15] (博物館明治村, Hakubutsukan Meiji mura)

- 1967
  - Yoshiya Nobuko
  - Miyata Teru dafür, dass er als verantwortlicher Planer und Leiter des Fernsehprogramms Furusato no uta-matsuri (ふるさとの歌まつり) gehobenes Entertainment in die Wohnzimmer Japans brachte.
  - Seiabō  für ihre besonderen Buchausgaben u. a. über Sitten und Gebräuch in der Edo-Zeit.

- 1968
  - Kaionji Chōgorō für seine historischen Biografien.
  - Mainichi Shimbun für die 12-teilige Serie Kyōiku no mori (教育の森) unter Federführung von Muramatsu Takashi in der die Erziehung im Japan der Nachkriegszeit kritisch beleuchtet wurde.
  - Yomiuri Shimbun Die Tennō in der Geschichte der Shōwa-Zeit (昭和史の天皇, Shōwa-shi no tennō)
  - Shibuya Tengai für seine führende Rolle für die Neue Komödie (新喜劇, Shinkigeki).
  - Nunokawa Kakugiemon für sein Engagement um das Urheber- und Verlagsrecht und für seine Arbeit als Leiter des Editionskomitees der Veröffentlichung 100 jährige Geschichte japanischer Veröffentlichungen – eine Chronologie.

- 1969
  - Ishikawa Tatsuzō
  - Osaragi Jirō für Sanshimai (三姉妹).[16]
  - Für den Kulturteil der Wirtschaftszeitung Nihon Keizai Shimbun (日本経済新聞社文化部, Nihon keizai shimbunsha bunkabu)

- 1970
  - Matsumoto Seichō für das Sachbuch Shōwa-shi hakkutsu (昭和史発掘)
  - Etō Jun für Sōseki und seine Zeit (漱石とその時代, Sōseki to sono jidai)
  - Zeitung Niigata Nippō für ihr Feature Die Japansee von morgen (あすの日本海, Asu no nihonkai)
  - Verlag Heibonsha für ihre Bibliothek der Asienwissenschaften (東洋文庫, Tōyō Bunko)
  - Nishikawa Koisaburō

### 1971 bis 1980
- 1971
  - Mizukami Tsutomu für Uno Kōji-den (宇野浩二伝)
  - Tanoe Taganojō
  - Mayuzumi Toshirō Konzert ohne Namen (題名のない音楽会)
  - Domon Ken
  - Strauß

- 1972
  - Toyohira Ryōken[17]
  - Nagai Tatsuo
  - Kurabayashi Seiichirō[18] für Chronik des neuen Theaters (Shingeki) (新劇年代記, Shingeki nendaiki)
  - Takehara Han
  - Yamada Yochi

- 1973
  - Yoshimura Akira für seine Leistungen von Schlachtschiff Musashi bis hin zum großen Kantō-Erdbeben
  - Kobayashi Hideo Hachijō Tatsachenbericht (八丈実記)
  - Hōjō Hideji
  - Hijikata Teiichi

- 1974
  - Morishige Hisaya
  - Niwa Fumio
  - Verein zur Aufzeichnung der Luftangriffe auf Tōkyō (東京空襲を記録する会, Tōkyō kushu o kiroku suru kai)
  - Kido Shirō
  - NHK-Radioprogramm Nichiyōmei sakuza (日曜名作座)

- 1975
  - Takagi Toshirō für Spezialeinheiten der Armee (陸軍特別攻撃隊, Rikugun tokubetsu kōgekitai)
  - Sankei Shimbun Lokalnachrichten
  - Kayano Shigeru
  - Kondō Hidezō

- 1976
  - Toita Yasuji
  - Mainichi Shimbun für Fragen an die Religion heute (宗教を現代に問う, Shūkyō o gendai ni tou)
  - Fernsehsender TBS für die wöchentlich ausgestrahlte Sonntagsmatinee Jijihōdan zu politischen Themen (時事放談)
  - Irie Taikichi

- 1977
  - Kawasaki Chōtarō
  - Edward Seidensticker für die Übersetzung des Genji Monogatari ins Englische
  - Uno Nobuo
  - Inoue Yasumasa
  - Hata Masanori
  - Verleger Mizumoto Mitsuto[19] und die São Paulo Shimbun

- 1978
  - Kimura Ki
  - Gomikawa Jumpei
  - Mainichi Shimbun für Das Auge des Journalisten (記者の目, Kisha no me)
  - Sawada Miki und die Nippon Television Network Corporation (日本テレビ放送網, Nihon terebi hōsōmō)
  - Uemura Naomi

- 1979
  - Yamaguchi Hitomi für Blutsverwandtschaft (血族, Ketsuzoku)
  - Schauspielerabteilung der Filmgesellschaft Shōchiku für Aufführungen japanischer Kabukistücke im Ausland
  - Shibata Minoru
  - Literaturzeitschrift Bungakukai

- 1980
  - Fukuda Tsuneari
  - Ōoka Makoto
  - Inoue Yasushi und die Datensammlung des NHK über die Seidenstraße
  - Kōdansha für Shōwa Man’yōshū (昭和萬葉集)

### 1981 bis 1990
- 1981
  - Yamamoto Shichihei
  - Kawakita Yoshiko[20] und Takano Etsuko
  - Kaikō Takeshi
  - Luís Fróis für Japanische Geschichte (12 Bände) (日本史, Nihon-shi)

- 1982
  - Uno Chiyo
  - Tōkyō Shimbun
  - Shiono Nanami
  - Ōya Sōichi Bunko

- 1983
  - Takeyama Michio
  - Sankei Shimbun
  - Takashi Tachibana für Rückkehr aus dem Weltraum (宇宙からの帰還, Uchū kara no kikan)
  - Yamafuji Shōji

- 1984
  - Nagai Michiko
  - Yamamoto Natsuhiko
  - Nihon Keizai Shimbun für die Serie Angestellte (サラリーマン, Sararīman)
  - Hashida Sugako

- 1985
  - Kawamori Yoshizō
  - Yamada Taichi
  - Ōsaka Niederlassung der Yomiuri Shimbun für die Serie Krieg (戦争, Sensō)
  - Tanuma Takeyoshi
  - Japan Airlines Shashin Bunkasha für Japanische Geschichte – vom Himmel aus lesen (日本史・空から読む, Nihon-shi sora kara yomu)

- 1986
  - Noguchi Fujio (感触的昭和文壇史, Kanshokuteki shōwa bundanshi)
  - Sawachi Hisae
  - Tokuoka Takao
  - Maki Sachiko für seine Kommentierung von Ishinhō (医心方)

- 1987
  - Muramatsu Takeshi für Erwachte Leidenschaft …Kido Takayoshi[21] (醒めた炎…木戸孝允, Sameta hono...Kido Takayoshi)
  - Ryū Chishū
  - Iwanami Shoten und Iwanami Bunko für 60 Jahre Herausgeberschaft
  - Ōyama Yasuharu

- 1988
  - Ikenami Shōtarō
  - Hayashi Kentarō
  - Shirakawa Yoshikazu
  - Literaturhaus für japanische Gegenwartsliteratur
  - Katō Yoshirō

- 1989
  - Fujizawa Shūhei
  - NHK-Spezial Vergessene Frauen (忘れられた女たち, Wasurerareta onnatachi)
  - Verlag Chikuma Shobō für Gesamtausgabe der Meiji Literatur (明治文学全集, Meiji bungaku zenshū)
  - Ishii Isao

- 1990
  - Yagi Yoshinori
  - Nagayama Takeomi
  - Kojima Noboru für Nichiro sensō (日露戦争, „Der Russisch-Japanische Krieg“)
  - Kanetaka Kaoru
  - Shimada Kinji für Roshia sensō zenya no Akiyama Saneyuki (ロシヤ戦争前夜の秋山真之, „Akiyama Saneyuki[22] am Vorabend des russischen Krieges“)

### 1991 bis 2000
- 1991
  - Shirakawa Shizuka
  - Yamasaki Toyoko für Daichi no ko (大地の子, „Kinder der Erde“)
  - Shinano Mainichi Shimbun für Tobira o akete (扉を開けて)
  - Akiyama Chieko
  - Shichōsha
  - Alfons Deeken

- 1992
  - Kuroiwa Jūgo
  - Shimada Shōgo
  - NHK-Studio in Moskau
  - Sankeishō
  - Himeyuri-Friedensmuseum und Gedenkstätte[23] (ひめゆり平和祈念資料館, Himeyuri heiwa kinen shiryōkan)

- 1993
  - Sugimori Hisahide
  - Theatergruppe Shiki
  - Hata Ikuhiko
  - Kamisaka Fuyuko
  - Naka Kazuya

- 1994
  - Tanabe Seiko
  - Edwin McClellan
  - Wada Makoto
  - NTV
  - Nakajima Michi
  - Yasuda Sachiko und Yuki Saori

- 1995
  - Yanagida Kunio
  - NHK Nagoya für Chūgakusei nikki (中学生日記, „Tagebuch eines Mittelschülers“)
  - Veröffentlichung des Datenmaterials über die Tokioter Prozesse
  - Egawa Shōko
  - 佐藤喜徳
  - Nomo Hideo

- 1996
  - Saburō Shiroyama
  - Taiwan Man’yōshū
  - Yomiuri Shimbun
  - Arimori Yūko
  - Asa no dokuchō (朝の読書」運動)
  - Ichikawa Ennosuke III.
  - NHK-Prokuktionsteam von Daichi no ko (大地の子, „Kinder der Erde“)

- 1997
  - Yamada Fūtarō
  - Yoshikawa Kō Bunkan (吉川弘文館) für Kokushi daijiten (国史大辞典, „Großes Lexikon der Geschichte“)
  - Nakabō Kōhei und die San'yō-Presseagentur
  - Shōji Sadao
  - Aku Yū

- 1998
  - Hiraiwa Yumie
  - Kizugawa Kei
  - Sakurai Yoshiko
  - Aufzeichnungen eines Vereins über die Erfahrungen und das Leben von Japanern in russischer Kriegsgefangenschaft (ソ連における日本人捕虜の生活体験を記録する会)
  - Murakami Yutaka
  - Produktionsteam von NHK für das Radioprogramm Rajio shin’yabin (ラジオ深夜便, „Night Flight“)

- 1999
  - Inoue Hisashi
  - Nakamura Matagorō
  - Sankei Shimbun Recherche über Geheimdokumente Mao Zedongs (毛沢東秘録, Mō Dakutō hiroku)
  - Miyawaki Shunzō
  - Projektteam des Subaru-Teleskops
  - Ozawa Seiji und der Exekutivausschuss des Saitō-Gedenkfestivals in Matsumoto (サイトウ・キネン・フェスティバル松本実行委員会)

- 2000
  - Satō Aiko
  - Furuyama Komao
  - KakawaKotohira Konpira Ōshibai
  - Ei Rokusuke
  - Sassa Atsuyuki
  - Tani Ryōko

### 2001 bis 2010
- 2001
  - Maruya Saiichi
  - Miyazaki Hayao
  - Mainichi Shimbun Recherche paläolithischer Ruinen (旧石器遺跡, Kyūsekki iseki)
  - Das Produktionsteam von NHK für Project X – Chōsenshatachi (プロジェクトX〜挑戦者たち〜, Purojekuto X – chōsensha-tachi)
  - Futaba Jūzaburō
  - Ichirō

- 2002
  - Itsuki Hiroyuki
  - Sugimoto Sonoko
  - Matsumoto Kōshirō IX.
  - Kuramoto Sō und das Produktionsteam von Fuji Television für (北の国から, Kita kuni kara)
  - Nachrichtensprecher Kuniya Hiroko und das Produktionsteam des Nachrichtenkanals Today’s Close-up (クローズアップ現代, Kurōzuappu gendai)
  - Kazama Kan

- 2003
  - Watanabe Jun’ichi
  - Sawaki Kōtarō
  - Kino Kuniya Theater[24] (紀伊國屋ホール, Kinokuniya hōru)
  - Nagaoka Teruko
  - Zeitschrift Kokka (國華)
  - Yumeiji Itoshi und Kimi Koishi[25]

- 2004
  - Miyagitani Masamitsu
  - Kimura Kōichi und Chijinkai
  - Nakamura Kanzaburō XVIII
  - Hokkaidō Shimbun Recherche des Missbrauchs der Pensionskasse bei der Polizei in Hokkaido (道警裏金疑惑, Dōkei uragane giwaku)
  - Hosaka Masayasu
  - Verlag Heibonsha Kompendium der Ortsnamen aus der japanischen Geschichte (日本歴史地名大系, Nihon rekishi chimei taikei)

- 2005
  - Tsumoto Yō
  - Ninagawa Yukio
  - Kuroda Katsuhiro
  - Filmproduktionsgesellschaft TVMAN UNION (テレビマンユニオン)
  - Mahnmal für gefallene Kunststudenten im Zweiten Weltkrieg (戦没画学生慰霊美術館「無言館」, Sensō gagakusei irei bijutsukan „Mugonkan“)[26]
  - Japanische Spindelfabrik (日本スピンドル製造)

- 2006
  - Kobayashi Nobuhiko
  - Ishii Hisaichi
  - Kuroyanagi Tetsuko und die Talksendeung Tetsuko no heya (徹子の部屋)
  - Yagi Shoten für die Tokuda Shūsei Gesamtausgabe (徳田秋聲全集)
  - Asahiyama Zoo
  - Takanaka Fumiyoshi und Japan Wellness (ジャパン・ウェルネス)

- 2007
  - Agawa Hiroyuki
  - Ichikawa Danjūrō XII.
  - Verlag Kōdansha
  - Katsura Sanshi
  - Ozawa Shōichi
  - Antiquariat Matsuno Shoten

- 2008
  - Miyao Tomiko
  - Anno Mitsumasa
  - Matsumoto Seichō Memorial Museum
  - Kako Satoshi
  - Habu Yoshiharu

- 2009
  - Sano Yō für 50 Jahre schriftstellerische Tätigkeit, insbesondere für sein Detektiv-Tagebuch (推理日記, Suiri Nikki), seine gewissenhaften Kritiken über Detektiv- und Mystery-Romane.
  - Motoki Masahiro und die Produktions-Crew des Films Nokan – Die Kunst des Ausklangs (おくりびと, Okuribito), der einen Oscar als bester fremdsprachiger Film errang.
  - Bandō Tamasaburō V. für die Vervollständigung und endgültige Version der beiden Stücke Kaishin Bessō (海神別荘) und Tenshu Monogatari (天守物語)[27] von Izumi Kyōka und für die Aktivitäten um das traditionelle japanische, neben dem modernen Theater und die chinesische Kun-Oper.
  - An die Imai Shoten Gruppe (今井書店グループ) und die Buchschule (本の学校, Hon no gakkō) für verschiedene regionale Bemühungen in Yonago, Präfektur Tottori rund um Bücher, wie die Beförderung lebenslangen Lesens, ein Symposium Fragen zum Bibliotheks- und Verlagswesen von morgen und berufsvorbereitende Kurse mit Buchhändlern.
  - Yomogida Yasuhiro[28] für seine geschätzte und langjährige Tätigkeit als Illustrator und Binder historischer Romane und seinen filigranen Stil
  - Takamiyama Daigoro für seine Bemühungen um die Internationalisierung des Sumō Sports und für die Wegbereitung zur Zusammenkunft von Sumō Ringern weltweit

- 2010
  - Tsutsui Yasutaka für ein 50-jähriges Schriftstellerdasein, in dem er der Welt stets experimentierend die reine Literatur, Science-Fiction und Unterhaltung neu erschloss.
  - Kaneko Tōta im Alter von über 90 Jahren[29] für seine lebenslange Tätigkeit als Haikuist und für die Förderung des modernen Haiku.
  - NHK Spezial Muenshakai (無縁社会, etwa Die beziehungslose Gesellschaft) für einen alarmierenden Beitrag über den Verlust von Beziehungen zur Familie, zur Heimat, zu Arbeitskollegen und die zunehmende Vereinsamung in der modernen Gesellschaft Japans.
  - JAXA an das Hayabusa Projektteam für das 15 Jahre andauernde Prokjekt, in einem 7-jährigen Flug zum Asteroiden (25143) Itokawa weltweit erstmals eine Bodenprobe von einem Asteroiden entnommen und zurückgeführt zu haben und damit der Welt die technische Stärke Japans demonstriert zu haben.
  - Yoshioka Sachio Oberhaupt einer traditionsreichen Färberfamilie, die Färbetechniken alter Zeiten wiederbelebte und an der Restaurierung nationaler Kulturgüter wie dem Tōdai-ji mitwirkte.
  - Nakanishi Susumu für seine allgemeine Forschung und die landesweite Verbreitung des Man’yōshū

### 2011 bis 2020
- 2011
  - Tsumura Setsuko
  - Shindō Kaneto
  - an die Zeitungen Ishinomakihi Bishimbun und Kahoku Shimpō
  - Maeara Tōru für das Wörterbuch des Taketomi Dialekts
  - Sawa Homare
  - Mitooka Eiji

- 2012
  - Sono Ayako für ihre langjährigen Leistungen als Schriftstellerin, Kritikerin gesellschaftlicher Probleme und ihre hingebungsvolle Tätigkeit im Rahmen von Hilfsaktion mit JOMAS für notleidende Länder der Dritten Welt
  - Takakura Ken für sein mehr als 50-jähriges Schaffen und Wirken als Filmschauspieler anlässlich seines neuesten Werks Anata e
  - an die Zeitung Tōkyō Shimbun für engagierten Journalismus, der die Methoden der Untersuchung, die Verschleierung von Information durch die Regierung und Tepco zum Nuklearunfall im Kernkraftwerk Fukushima Daiichi beherzt und unermüdlich kritisierte
  - Kondō Makoto für seine Verdienste als Pionier die Toxizität von Krebsmitteln, die Risiken bei Krebsoperationen und der Krebsbehandlung in allgemeinverständlicher Form bekannt gemacht zu haben.
  - Ichō Kaori und Yoshida Saori dafür, dass sie bei den Olympischen Sommerspielen in London zum dritten Mal für Japan die Goldmedaille errungen haben.
  - an das Nipponibis-Schutzcenter der Präfektur Niigata – für die 2012 nun schon 36 Jahre andauernde Pflege und Aufzucht des japanischen Ibis.

- 2013
  - Takemoto Sumitayū
  - NHK Sondersendung Shinkai no kyodai seibutsu (深海の巨大生物)
  - Nakamura Tetsu
  - Southern All Stars
  - Nakagawa Rieko und Yamawaki Yuriko

- 2014
  - Agawa Sawako
  - Shiraishi Kayoko
  - Mainichi Shimbun Sonderbericht Oite samayō (老いてさまよう)
  - NHK Sondersendung Ninchishō yukue-fumeisha ichiman-nin – shirarezaru haikai no jittai (認知症行方不明者一万人　～知られざる徘徊の実態～)
  - Tamori
  - Kōichi Wakata

- 2015
  - Handō Kazutoshi
  - Yoshinaga Sayuri
  - NHK Sondersendungen Color de yomigaeru Tōkyō (カラーでよみがえる東京) und Color de miru taiheiyō-sensō (カラーでみる太平洋戦争)
  - Verlag Hon no Zasshisha
  - Kunieda Shingo

- 2016
  - Akimoto Osamu
  - Kitakata Kenzō
  - Zeitung Kumamoto Nichinichi Shimbun
  - Ikegami Akira und das Team von TV Tokyo
  - Mori Shigeaki
  - Badmintonteam Takahashi Ayaka und Matsumoto Misaki

- 2017
  - Asada Mao
  - Kishi Keiko
  - Yumemakura Baku
  - Team des Films In this Corner of the World
  - Nachrichtenabteilung von Tulip Television
  - Okumoto Daisaburō

- 2018
  - Saeki Yasuhide
  - Tokai Television Broadcasting
  - Verlag Meiji Shoin für Shinshaku kanbun taikei (新釈漢文大系)
  - Matsutōya Yumi

- 2019
  - Asada Jirō
  - Yoshida Miyako
  - NHK-Sendung Okāsan to issho (おかあさんといっしょ)
  - Todaka Kazushige und PHP Institute
  - japanische Rugby-Nationalmannschaft

- 2020
  - Hayashi Mariko
  - Satō Masaru
  - Biwako Hall, Center of Performing Arts
  - Akita Sakigake Shimpō, Rechercheteam Aegis Ashore
  - Shinoyama Kishin

### 2021 bis 2030
- 2021
  - Ogawa Yōko
  - Nakadai Tatsuya
  - Kōchi Shinbun-sha, Rechercheteam Tsuiseki - shiroi daiya (追跡・白いダイヤ)
  - Matsuoka Kazuko
  - Yoshioka Hideto
- 2022
  - Miyabe Miyuki
  - Mitani Kōki
  - Shinano Mainichi Shinbun-sha, Rechercheteam Itsutsu-iro no Möbius (~ Mebiusu, 五色のメビウス)
  - NHK Eizō no seiki butterfly effect (~ batafurai efekuto, 映像の世紀バタフライエフェクト)
  - Hanyū Yuzuru
- 2023
  - Higashino Keigo, Krimiautor
  - Kataoka Nizaemon, Kabuki-Schauspieler
  - Nozawa Masako, Synchronsprecherin
  - Ozawa Keiichi, Journalist der Tōkyō Shinbun
  - Kuriyama Hideki, Baseball-Nationaltrainer
- 2024
  - Uehashi Nahoko, Kinderbuchautorin
  - Yamazaki Takashi, Filmregisseur, und Shirogumi, Produktionsfirma
  - Gotō Kenji, Politikjournalist
  - Ōishi Shizuka, Drehbuchautorin
  - Chiba Tetsuya, Manga-Zeichner

## Sonstiges
1965 wurde von Kikuchi Kans Heimatstadt Takamatsu der Kagawa-Kikuchi-Kan-Preis eingerichtet mit dem Ziel Kikuchi Kan zu würdigen und die Heimatkunst und Heimatliteratur zu fördern. Es handelt sich um einen Literaturpreis, der bis heute für sogenannte reine Literatur vergeben wird.